# Éric Woerth
Éric Woerth ou Éric Wœrth (nascido em Creil (Oise), 29 de janeiro de 1956) é um político francês e ministro do Orçamento, das Contas Públicas e da Função Pública desde 17 de maio de 2007, no governo de François Fillon.
Estudou na Universidade Pantheon-Assas, HEC Paris e Sciences Po.